# Ischiopsopha lucivorax
Ischiopsopha lucivorax är en skalbaggsart som beskrevs av Ernst Gustav Kraatz 1890. Ischiopsopha lucivorax ingår i släktet Ischiopsopha och familjen Cetoniidae. Utöver nominatformen finns också underarten I. l. buloloensis.